# Rheumaptera maculifera
Rheumaptera maculifera là một loài bướm đêm trong họ Geometridae.